# Primo assedio di Pontevico
Il primo assedio di Pontevico fu uno scontro combattuto fra il Ducato di Milano e la Repubblica di Venezia per il possesso del Castello di Pontevico, durante la quinta fase delle Guerre di Lombardia.

## Antefatti
Con le guerre di Lombardia, il Bresciano era passato sotto il controllo veneziano. Nel 1448 era stata firmata una tregua tra i milanesi e i veneziani, Francesco Sforza, a comando dei milanesi, approfittò del cessate il fuoco per assediare Milano e farla cadere sotto il proprio controllo il 26 febbraio 1450. Tuttavia, i veneziani non vollero riconoscere Francesco Sforza come duca e nel 1452 dichiararono guerra ai milanesi, dando vita alla quinta e ultima fase delle Guerre di Lombardia. Lo Sforza, a comando dei milanesi, invaderà il bresciano, riuscendo a porre sotto il suo controllo molte fortezze. Il duca, fino al 1441 al comando dei veneziani, conosce l'importanza strategica di Pontevico, posizionato lungo il fiume Oglio, tanto che il 6 giugno si ritroverà ai piedi della rocca.

## Le forze in campo

### I veneziani
Le forze veneziane a difesa di Pontevico erano esigue, come in ogni rocca del Bresciano, tuttavia i pontevichesi, fidando nel proprio valore, vollero in qualunque modo tentare la resistenza.

### I milanesi
Francesco Sforza poteva contare su una grossa parte del suo esercito.

## La battaglia
Dopo aver gettato un ponte sul fiume e disposto sulle due rive un accampamento, il 6 giugno i milanesi avviarono l'assedio della rocca; le bombarde vennero rivolte contro i bastioni del castello mentre lo Sforza ordinò ai guerriglieri di non dar tregua ai castellani. Infatti, il duca temeva che in futuro arrivassero rinforzi da Venezia. Questa era, al contrario, la speranza dei castellani, che svanì dopo due giorni di ripetuti attacchi, quando i pontevichesi firmarono la resa con i milanesi.

## Conseguenze
Dopo una pausa invernale, a metà marzo ripresero gli scontri. I veneziani, che avevano passato l'Oglio ancora nell'autunno 1452 mentre lo Sforza si era diretto verso Verola Alghise (l'attuale Verolanuova), riconquistarono tutti i paesi della Bassa Bresciana, compresa Pontevico. Tuttavia, la guerra proseguì e nuovamente Pontevico cadde in mano milanese. Con la Pace di Lodi, firmata tra le nazioni belligeranti nelle guerre di Lombardia nel 1454, si pose fine alle guerre di Lombardia. Pontevico tornò in mano veneziana tanto che diverrà un importante porto fluviale per la Repubblica.